# Gengenbach
Pour les articles homonymes, voir Gengenbach (homonymie).
Gengenbach est une ville du Bade-Wurtemberg (Allemagne), située dans l'arrondissement de l'Ortenau, dans le district de Fribourg-en-Brisgau, d’environ 11 000 habitants.
Située au bord de la Kinzig, Gengenbach offre le charme d'une cité ancienne à l'architecture harmonieusement préservée. Le médiéval y côtoie avec bonheur le baroque, dont la petite cité se para après les destructions de la guerre de Trente Ans.
Très visitée par les touristes, Gengenbach est célèbre pour son carnaval souabe-alémanique séculaire, sa vieille ville historique (Altstadt) et son calendrier de l’Avent, le plus grand du monde : aux vingt-quatre fenêtres de l'Hôtel de ville (qui date du XVIIIe siècle) apparaissent une à une des images au cours des vingt-quatre premiers jours de décembre. Gengenbach abrite une section de l'université des sciences appliquées d’Offenbourg.
Une abbaye bénédictine y fut fondée par saint Pirmin en 725, dans la vallée de la Kinzig. Autour d'elle, s'installèrent des fermes et un marché seigneurial au cours du haut Moyen Âge. En 1360, Gengenbach, qui avait reçu en 1230 le droit urbain, devint Ville libre d'Empire, avec comme dépendances les villages de Reichenbach, Schwaibach, Ohlsbach et Bermersbach. L'église paroissiale était jusqu'à 1803 Saint-Martin en dehors des fortifications, fortifications dont il reste la tour des Suédois, la Porte haute, la Tour de la Kinzig et la Tour de Niggel (du XIVe au XVIe siècle). Gengenbach passé au protestantisme en 1525, revint de force au catholicisme en 1547-1548. Pendant la Guerre de Trente Ans, les troupes protestantes de Bernard de Saxe-Weimar pillèrent la ville qui fut presque complètement détruite par les troupes françaises de Louis XIV au cours de la Guerre de la Ligue d'Augsbourg ou de succession du Palatinat. En 1803, la ville fut annexée au grand-duché de Bade. En 1975, une réforme administrative l'a rattachée à l'arrondissement de l'Ortenau.

## Jumelages
- Obernai (France)

Obernai [obɛʁnɛ] (en alsacien : Ewernàhn ou Owernah, en allemand : Oberehnheim) est une commune française, située dans le département du Bas-Rhin en région Alsace.
Le jumelage entre Gengenbach et Obernai, réalisé en 1958, serait historiquement le premier jumelage entre deux villes en miroir de part et d'autre du Rhin, une en Pays de Bade et l'autre en Alsace.

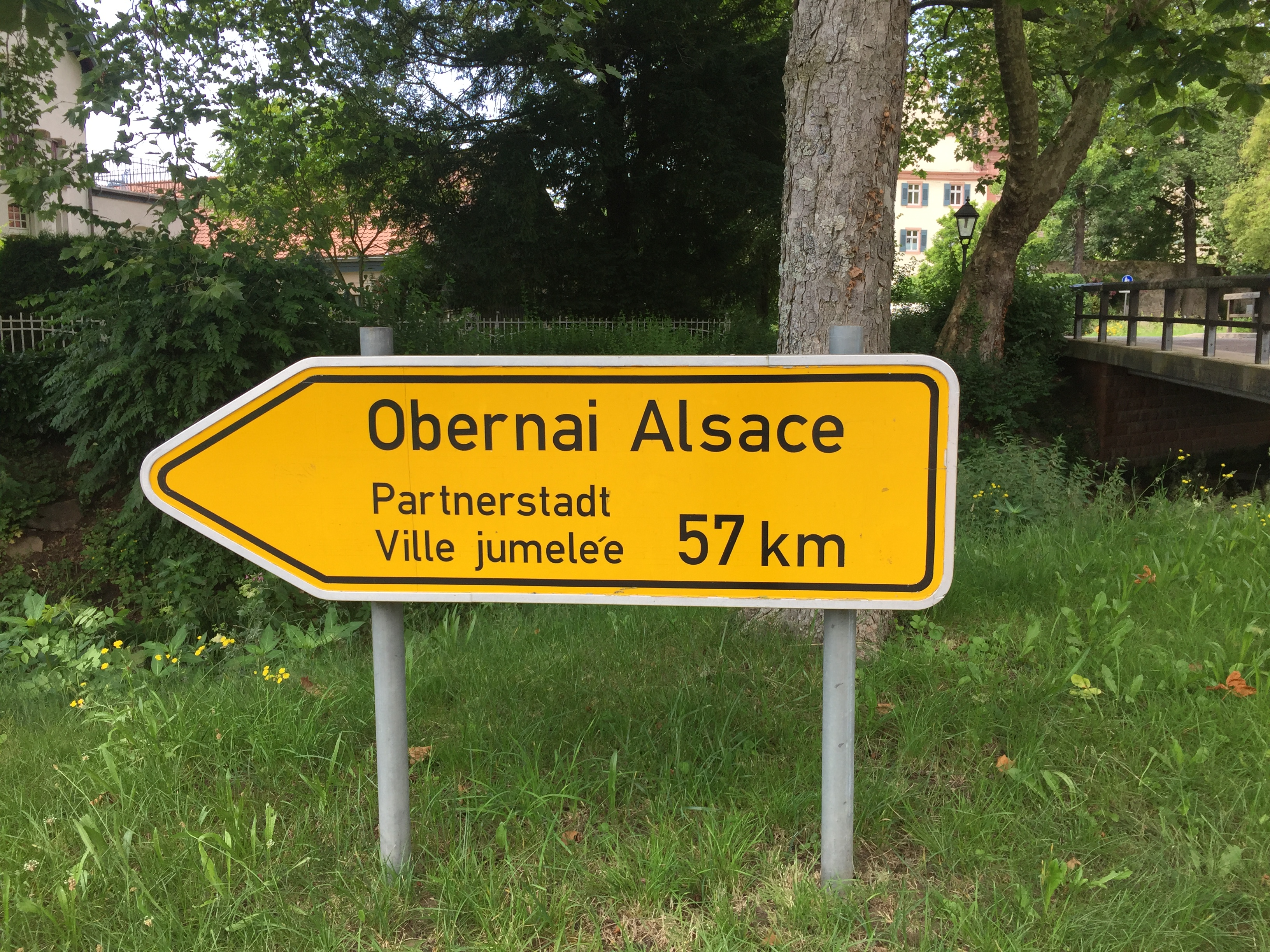
Le panneau à Gengenbach.
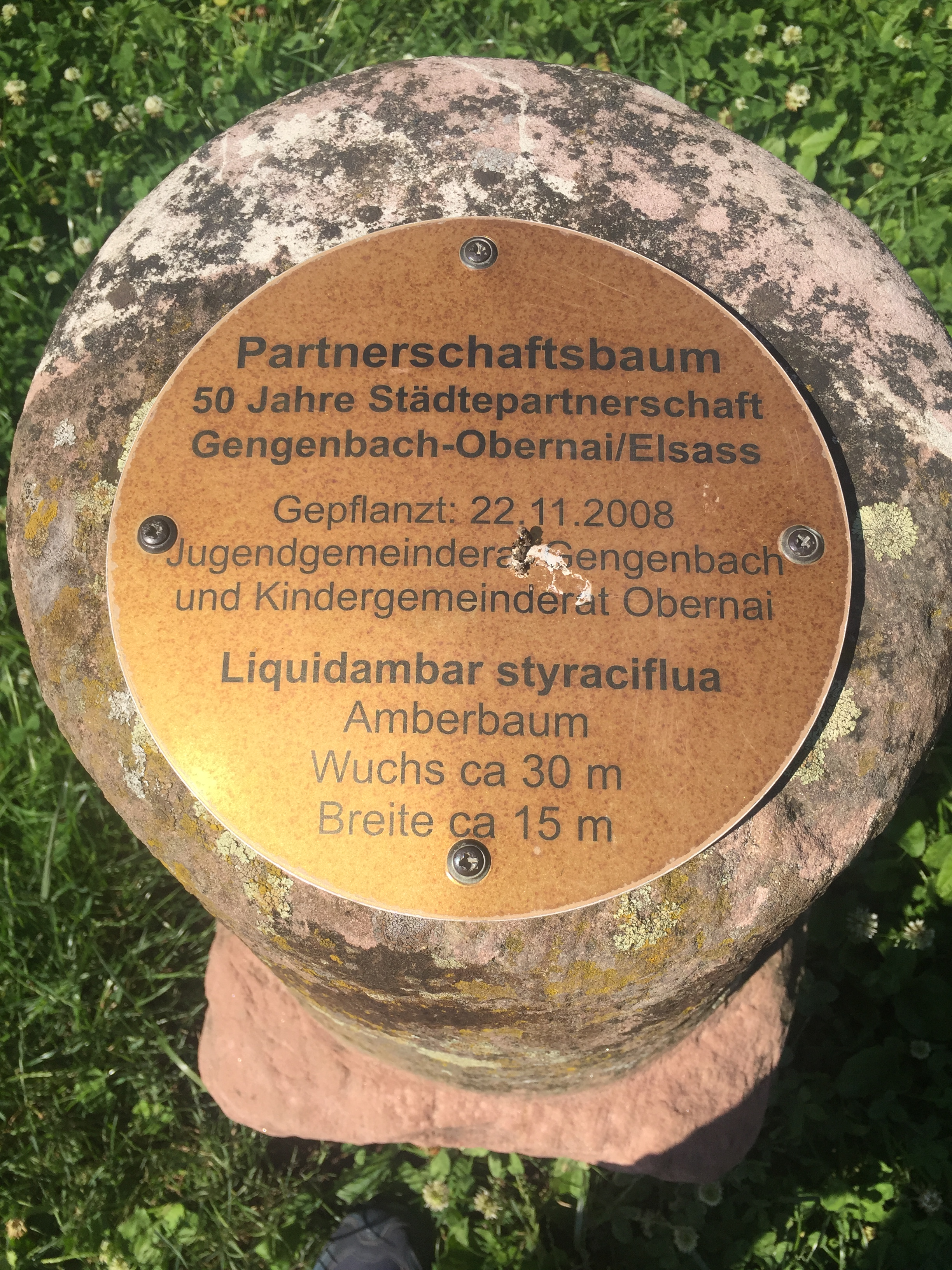
La  plaque commémorative du cinquantenaire.

## Au cinéma
Gengenbach a servi de décor pour représenter la ville de Düsseldorf dans film Charlie et la Chocolaterie de Tim Burton.

## Personnalités
- Blaise Colomban de Bender (1713-1798) feld-maréchal du Saint-Empire Romain.
- Otto Lohmuller (1943-) : artiste

## Galerie

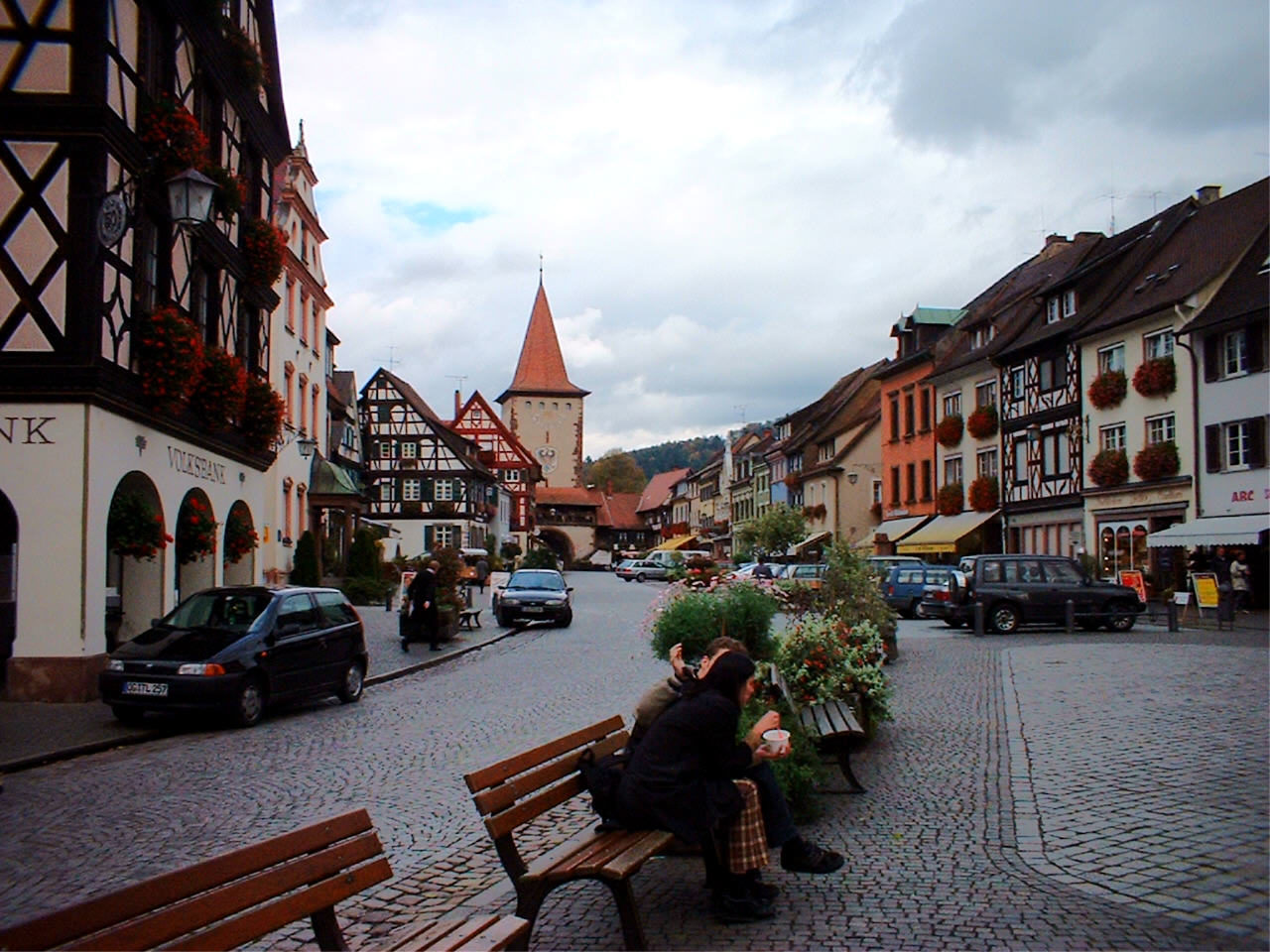
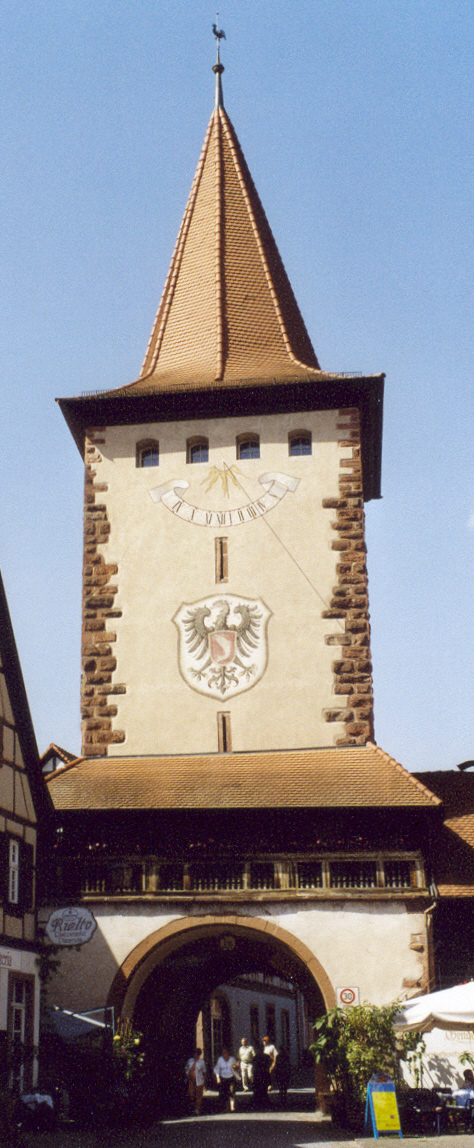
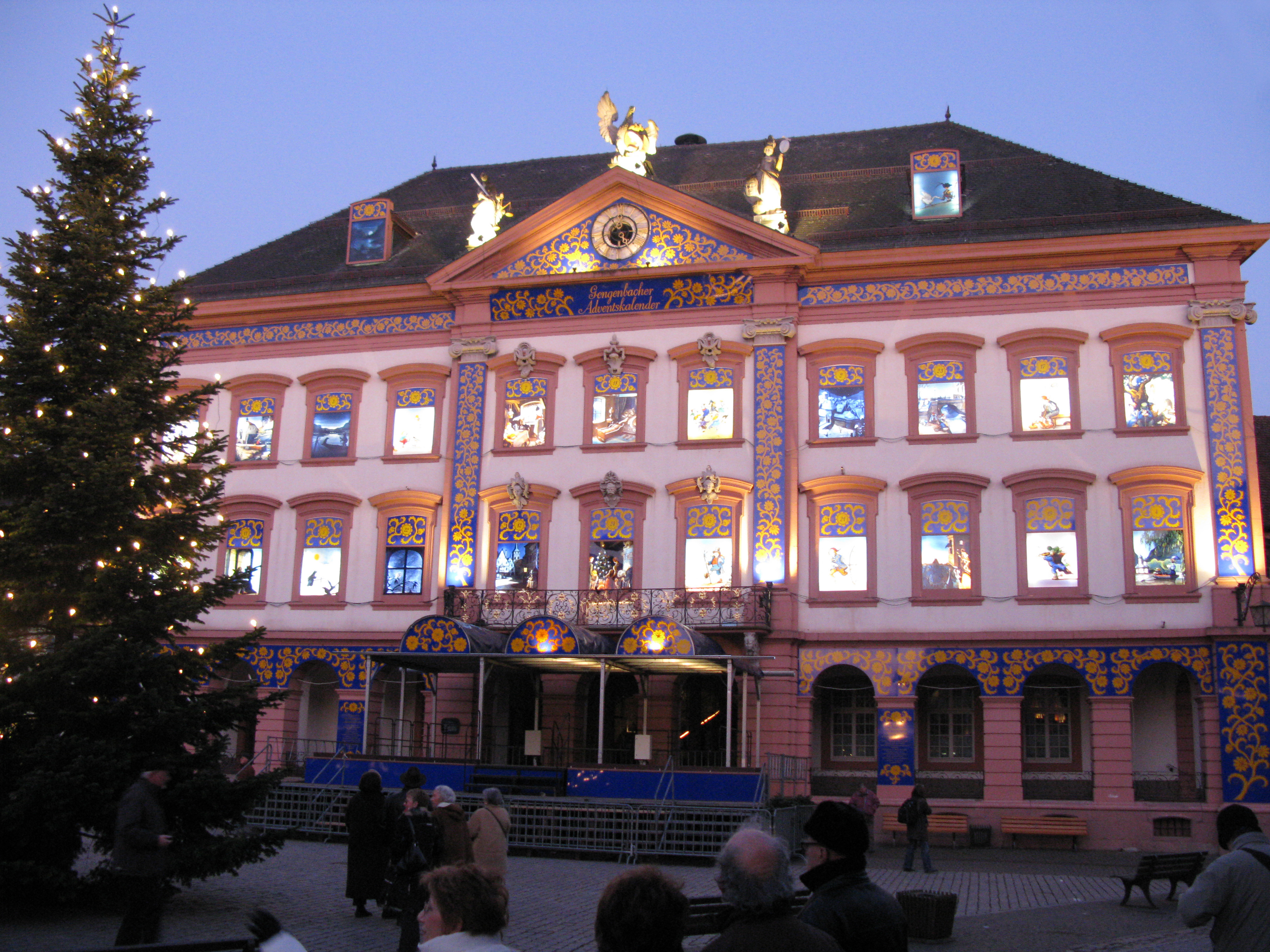
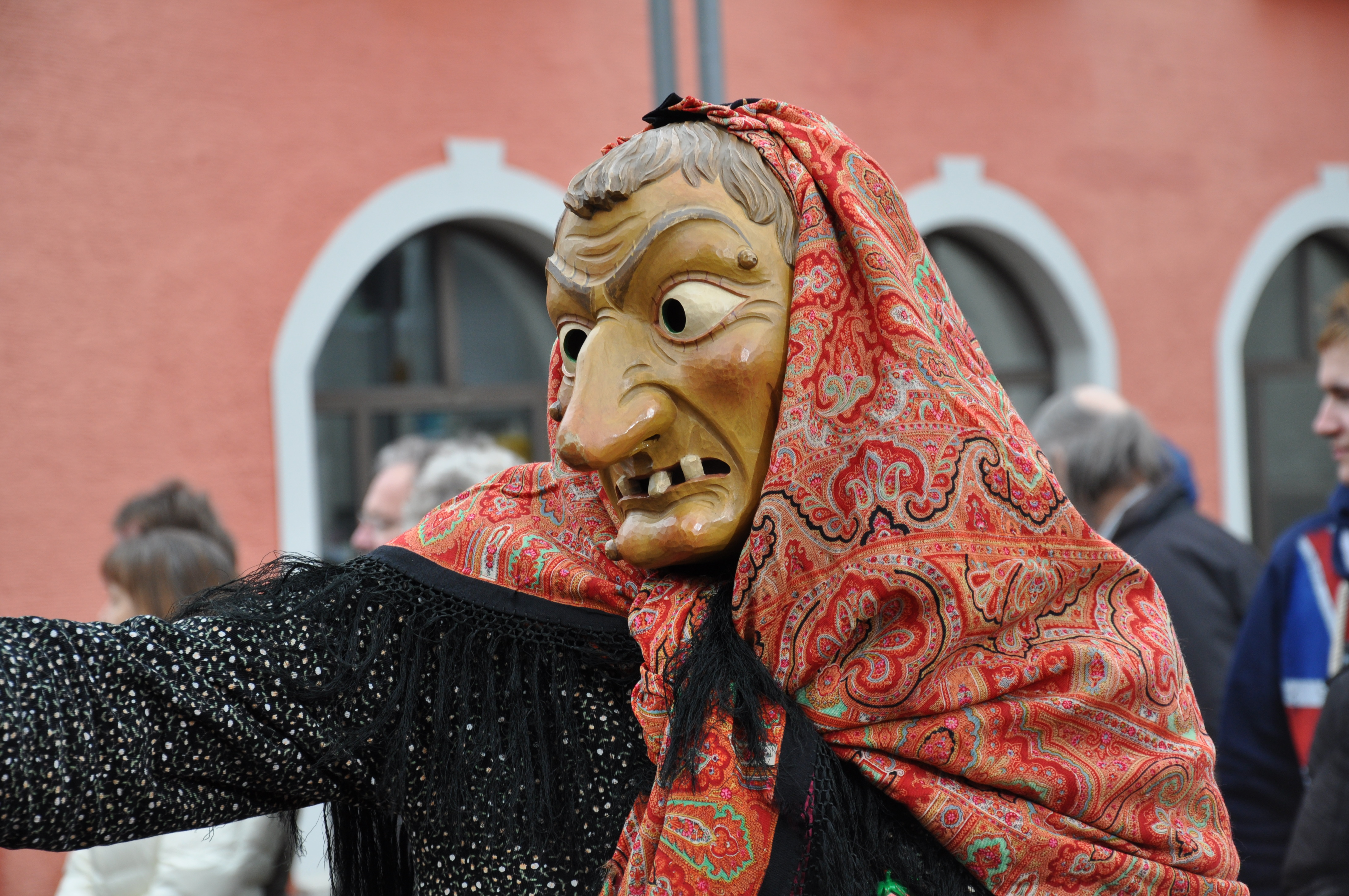